# Переїзна (зупинний пункт)
Переїзна́ — пасажирський залізничний зупинний пункт Шевченківської дирекції Одеської залізниці.
Розташований на північній околиці села Сердюківка, Смілянський район, Черкаської області на лінії Імені Тараса Шевченка — Помічна між станціями Імені Тараса Шевченка (18 км) та Сердюківка (4 км).
На платформі зупиняються приміські електропоїзди.